# مدرسة القاهرة اليابانية
مدرسة القاهرة اليابانية (باليابانية:カイロ 日本人 学校) هي المدرسة الدولية اليابانية وتقع في الجيزة في القاهرة الكبرى في مصر. المدرسة تخدم المرحلتين الابتدائية والمتوسطة.

## تاريخ
اعتبارا من 1 مارس 2006، التحق 53 طالبا. بحلول فبراير 2011 كان في المدرسة 28 طالباً. بسبب الاضطرابات السياسية المتصلة بالثورة المصرية في 25 يناير 2011، أغلقت المدرسة خلال ذلك الشهر مؤقتاً ومعظم الطلاب غادر مصر. في شهر يوليو 2013 كان هناك 33 طالباً في المدرسة ولكن تم إغلاق المدرسة مؤقتاً في ذلك الشهر بسبب الاضطرابات السياسية المتصلة بالإطاحة بالرئيس محمد مرسي.

## وصلات خارجية
- مدرسة القاهرة اليابانية (باليابانية)
- مدرسة القاهرة اليابانية على موقع واي باك مشين (archive index) (باليابانية)
- مدرسة القاهرة اليابانية على موقع واي باك مشين (archive index) (باليابانية) (Archive 2001-2002)
- مدرسة القاهرة اليابانية على موقع واي باك مشين (archive index) (باليابانية) (earlier archive)
  - English information على موقع واي باك مشين (نسخة محفوظة 2001-08-19)
- جمعية متخرجي مدرسة القاهرة اليابانية (カイロ日本人学校 同窓会) (باليابانية)

## مطالعة إضافية
- 眞壁 四郎 (滋賀県長浜市立長浜南小学校・カイロ日本人学校(前)). "カイロ日本人学校における学校経営(第6章学校経営)." 在外教育施設における指導実践記録 27, 105-108, 2004. Tokyo Gakugei University. See profile at سايني.